# Donji Očauš
Donji Očauš (cyr. Доњи Очауш) – wieś w Bośni i Hercegowinie, w Republice Serbskiej, w gminie Teslić. W 2013 roku liczyła 257 mieszkańców.